# لي نا (مغنية)
لي نا (بالصينية: 李娜) هي مغنية صينية، ولدت في 25 يوليو 1963 في تشنغتشو في الصين.